# 10155 Numaguti
10155 Numaguti è un asteroide della fascia principale. Scoperto nel 1994, presenta un'orbita caratterizzata da un semiasse maggiore pari a 2,3538532 UA e da un'eccentricità di 0,2527341, inclinata di 9,06926° rispetto all'eclittica.